# AES-NI
AES-NI(영어:  Advanced Encryption Standard-New Instructions)는 인텔이 2008년 3월에 제안한 x86 명령어 집합의 확장으로서 AES를 사용하는 암호화와 복호화의 수행 성능을 향상시키기 위한 명령어 집합이다. 인텔 웨스트미어 프로세서부터 처음으로 지원하기 시작했으며 7개의 명령어로 이루어져 있다.

## 새 명령어
| 명령어          | 설명                             |
| --------------- | -------------------------------- |
| AESENC          | AES 암호화 라운드 수행           |
| AESENCLAST      | AES 암호화의 마지막 라운드 수행  |
| AESDEC          | AES 복호화 라운드 수행           |
| AESDECLAST      | AES 복호화의 마지막 라운드 수행  |
| AESKEYGENASSIST | AES 라운드 키 생성               |
| AESIMC          | AES Inverse Mix Column 연산 수행 |
| PCLMULQDQ       | 캐리 없는 곱셈(CLMUL)            |

## AES-NI를 지원하는 CPU
- 인텔[3]
  - 인텔 웨스트미어 기반 프로세서 중 일부
    - 웨스트미어-EP(제온 5600 시리즈)
    - 클락데일(코어 i3, 펜티엄, 셀러론 제외)
    - 애런데일(코어 i5-4xxM, 코어 i3, 펜티엄, 셀러론 제외)

  - 인텔 샌디브리지 기반 프로세서
    - 데스크톱: 코어 i5, 코어 i7, 제온[4][5]
    - 모바일: 코어 i5, 코어 i7. 일부 노트북 제조사들은 바이오스 설정에서 AES-NI를 비활성화시켜 두었고 이후 업데이트로 활성화시켰다.[6][7]

  - 인텔 아이비브리지 기반 프로세서
    - 모든 코어 i5, 코어 i7, 제온, i3-2115C[8]

  - 인텔 하스웰 기반 프로세서
    - 코어 i3-4000M, 펜티엄, 셀러론 제외 모든 프로세서[9]

  - 인텔 브로드웰 기반 프로세서
    - 펜티엄 3xxxU, 셀러론 3xxxU 제외 모든 프로세서

  - 인텔 스카이레이크 기반 프로세서
    - 펜티엄 3xxxU, 셀러론 3xxxU 제외 모든 프로세서
- AMD
  - AMD 불도저 기반 프로세서[10]
  - AMD 파일드라이버 기반 프로세서
  - AMD 스팀롤러 기반 프로세서
  - AMD 재규어 기반 프로세서
  - AMD 퓨마 기반 프로세서

## 성능
AES-NI Performance Analyzed에서, Patrick Schmid 와 Achim Roos는 "... 인텔의 AES-NI를 이용하여 최적화한 몇개의 애플리케이션에서 놀랄만한 결과를 얻었다”라고 한다.

## 지원 소프트웨어
AES-NI 발표 이후 출시된 컴파일러 및 소프트웨어에서 해당 명령어를 지원하며, 다음 주요 구성 요소에서도 지원한다.
- 마이크로소프트 Cryptography API: Next Generation (CNG)[12]
- 리눅스 커널 암호화 API
- 자바 7 HotSpot
- NSS 3.13 이상(파이어폭스와 크롬에서 사용함)[13]
- 솔라리스 10 이상의 암호화 프레임워크[14]
- FreeBSD OpenCrypto API(aesni(4) 드라이버)[15]
- OpenSSL 1.0.1 이상[16]
- GnuTLS
- Bloombase Cryptographic Module[17]

## 같이 보기
- 고급 암호 표준
- SSE
- SSE2
- SSE3
- SSE4
- AVX
- X86